# Église Saint-Antoine de Munich

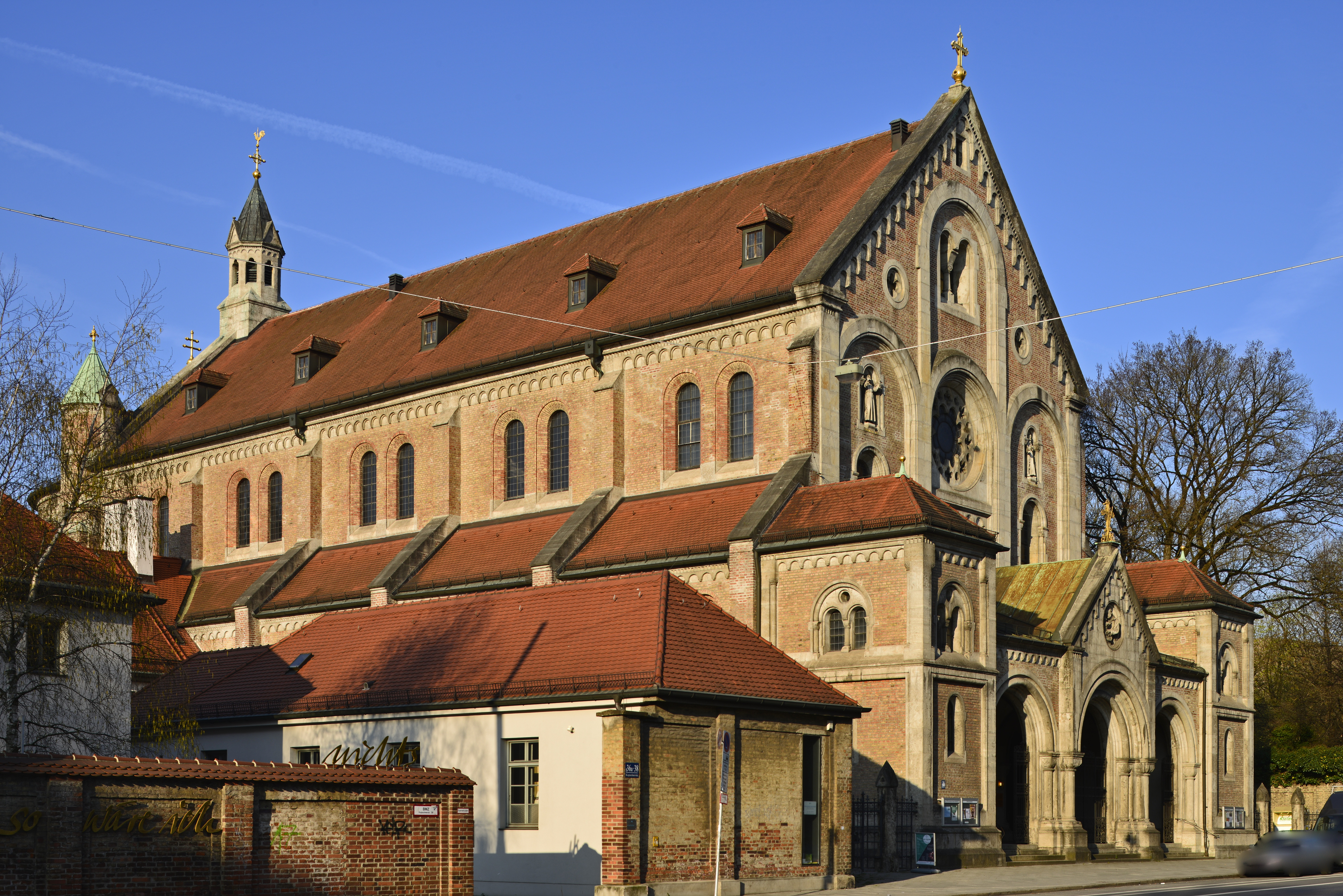
Église St-Anton à Munich

L'église Saint-Antoine de Munich (St. Anton) est une église catholique romaine située à Munich. Elle est dédiée à saint Antoine de Padoue et à saint Laurent de Brindes.

## Emplacement
L'église est située dans le quartier munichois d'Isarvorstadt, au sud de la Kapuzinerstrasse, en face de l'ancien cimetière du Sud.

## Histoire
Les habitants du Glockenbachviertel, à l'origine peu peuplé, étaient pris en charge par les capucins du monastère de Saint-Anton, fondé en 1846. Avec l'augmentation de la croissance démographique et l'émergence du quartier des abattoirs, la Chapelle Douloureuse, qui servait d'église au monastère, devint cependant trop petite. Par conséquent, une nouvelle église plus grande pour les quartiers environnants a été construite en 1893-95 selon les plans de Ludwig Marckert à l'ouest du monastère et dédiée à Saint Antoine de Padoue. L'église est dédiée à Saint Laurent de Brindes en tant que co-patron. Ce fut le général de l'ordre qui introduisit les Capucins à Munich.

## Architecture

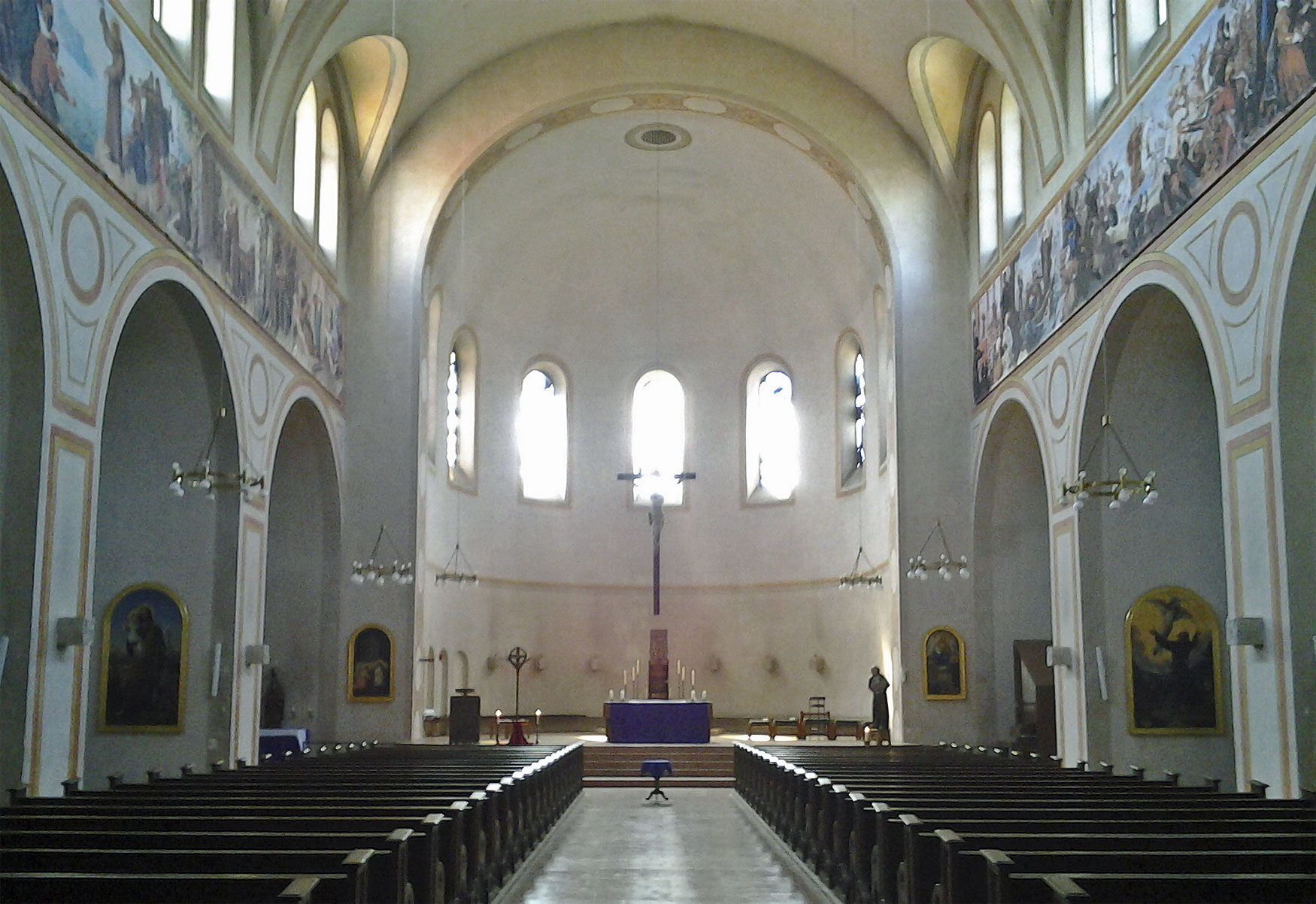
St. Anton - Intérieur en direction du chœur

Saint-Anton est une basilique néo-romane avec un chœur fermé en plein cintre. La pierre claire des bords, des frises arquées et des soffites est un contraste attrayant avec la brique rougeâtre des surfaces murales. Les surfaces murales sont richement structurées. Le pignon du portail, devant lequel se trouve un hall d'entrée à trois arches avec des bâtiments flanquants à deux étages, est particulièrement élaboré.

## Orgue

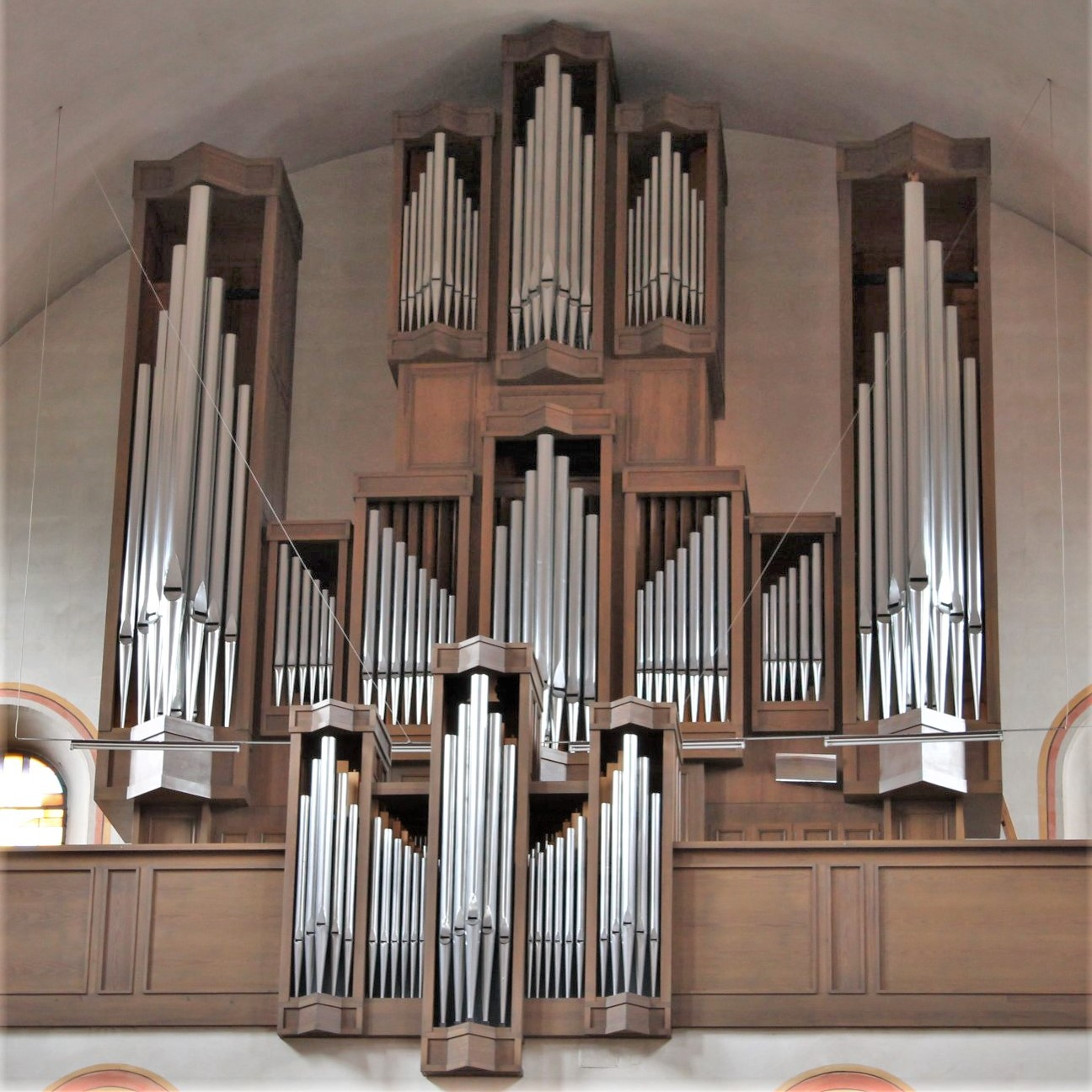
Orgue

L'orgue a été construit en 1977. Il dispose de 44 registres répartis sur trois claviers et pédalier.

## Protection
Le bâtiment de l'église est inscrit comme monument dans la liste bavaroise des monuments

## Littérature
- Père Angelikus Eberl : Histoire du monastère des Capucins à la Chapelle Douloureuse et à St. Anton à Munich de 1847 à 1897. Librairie JJ Lentner'sche (E. Stahl jun.), Munich 1897.
- Stadtpfarramt Munich (éd. ): Chef de la paroisse St. Anton, Munich. Munich 1959.
- Peter Pfister : St Anton, Munich. (= Petits guides d'art, Églises et monastères, n° 349.) 2. Édition, Schnell et Steiner, Ratisbonne 1995.
- Office d'État bavarois pour la préservation des monuments (éd.), Dennis A. Chevalley, Timm Weski (arr.): Ville de Munich, sud-ouest. (= topographie des monuments de la République fédérale d'Allemagne, monuments de Bavière, Volume I.2/2.) Karl M. Lipp Verlag, Munich 2004,  (ISBN 3-87490-584-5), pages 339 et suivantes.

## Liens web
- Histoire de St. Anton sur le site de l'association paroissiale Isarvorstadt
- photos sur flickr

## Source de traduction
- (de) Cet article est partiellement ou en totalité issu de l’article de Wikipédia en allemand intitulé « St. Anton (München) » (voir la liste des auteurs).